# Caius Spronken
Caius Spronken (Beek, 1958) is een Nederlands beeldhouwer en schilder.

## Leven en werk
Spronken is een zoon van beeldhouwer Arthur Spronken en de Finse schilderes Varpu Tikanoja. Hij heeft een relatie met schilderes Ree Meertens.
Spronken maakte zijn eerste beeldjes al op jonge leeftijd in het atelier van zijn vader, sinds 1978 is hij werkzaam als zelfstandig kunstenaar. Hij maakt sculpturen, plastieken en beschilderde bronzen reliëfs. De kunstenaar woont en werkt in Kelmond.

## Werken (selectie)
- Engel (1985), Wassenaar
- Liggend naakt (1986), Uithoorn
- Mannentors (1991), Almere
- Engel van Genhout (1993), Beek
- Bevrijdingsmonument (1995), Montfort
- Engel (2003), Schagen
- Drijvende fontein (2003), Maastricht (met Pie Sijen)
- Beeld (2007) voor de Golfclub Maastricht
- Engel op zuilengalerij (2010) Papendrecht

### Fotogalerij

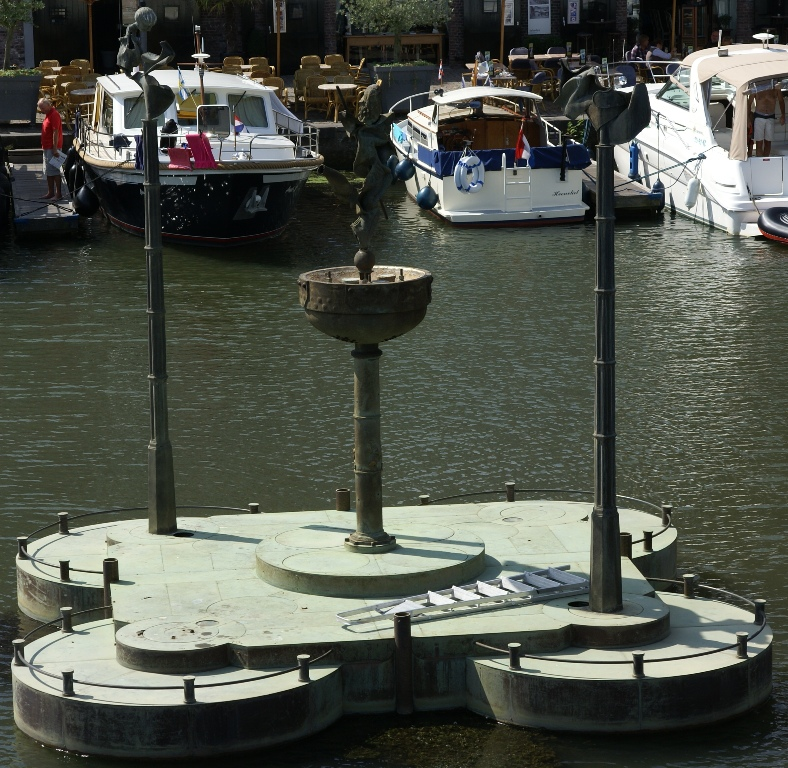
Drijvende fontein (Maastricht)
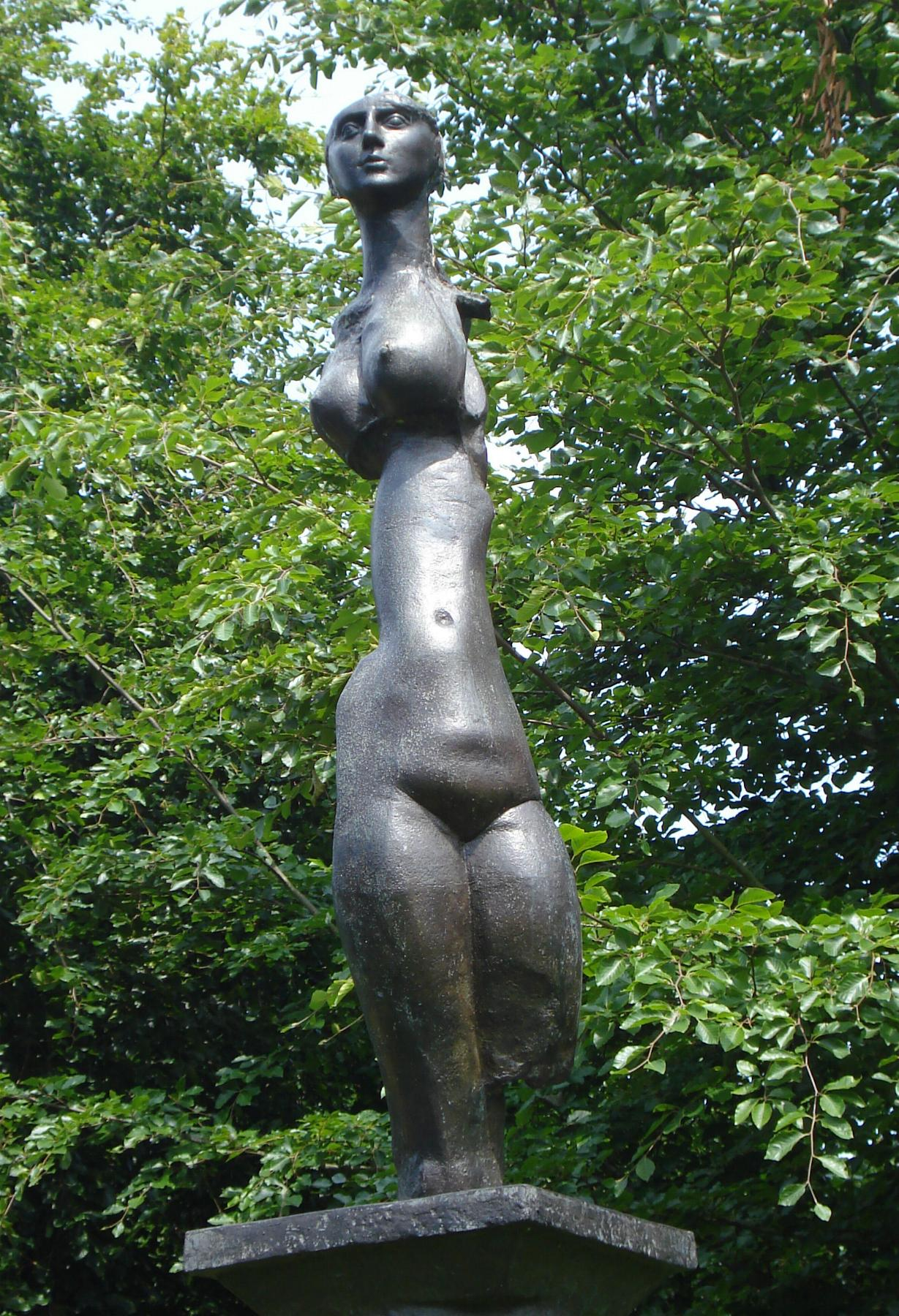
Engel (Wassenaar)
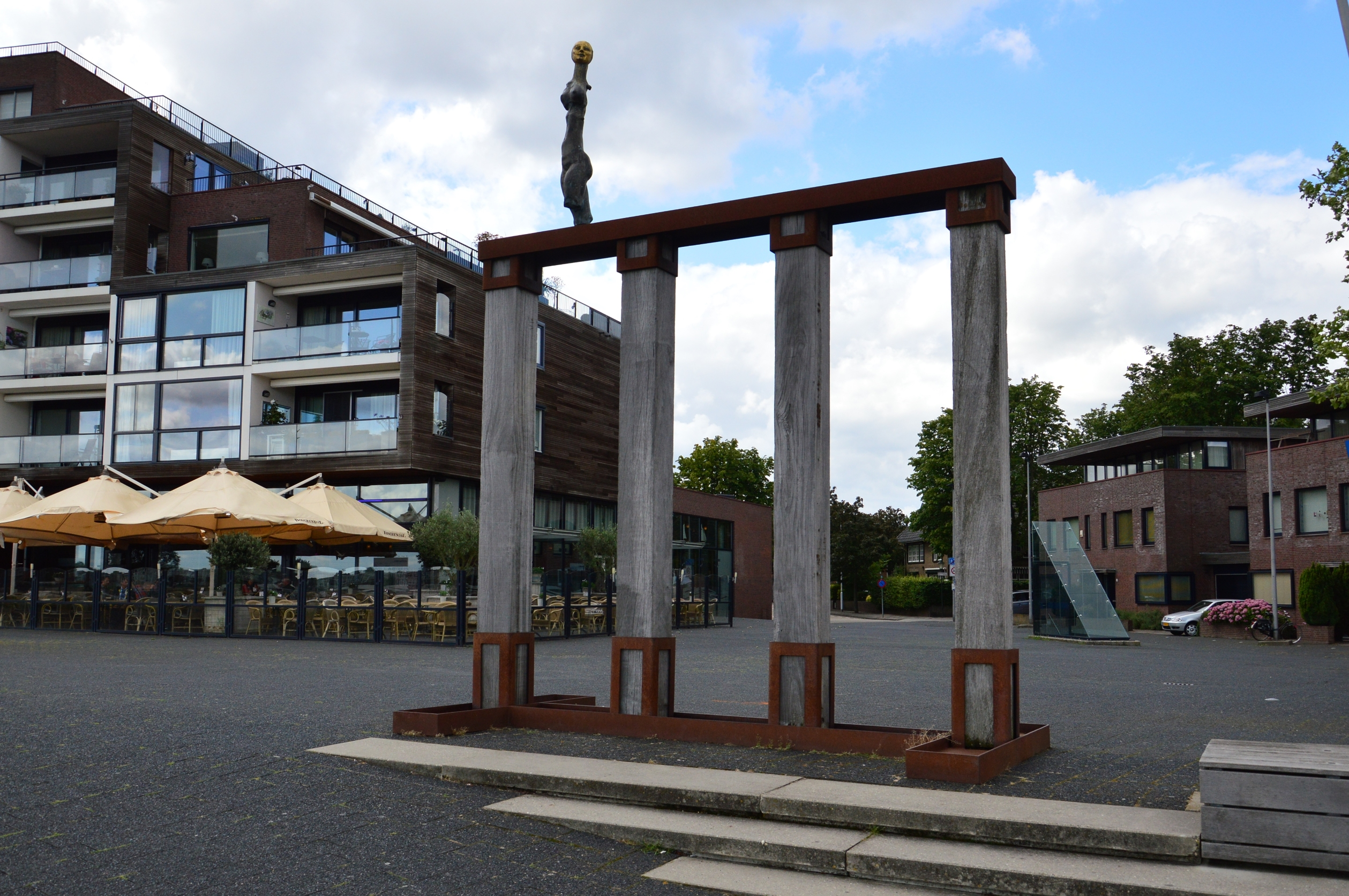
Engel op Zuilengalerij (Papendrecht, Veerplein)
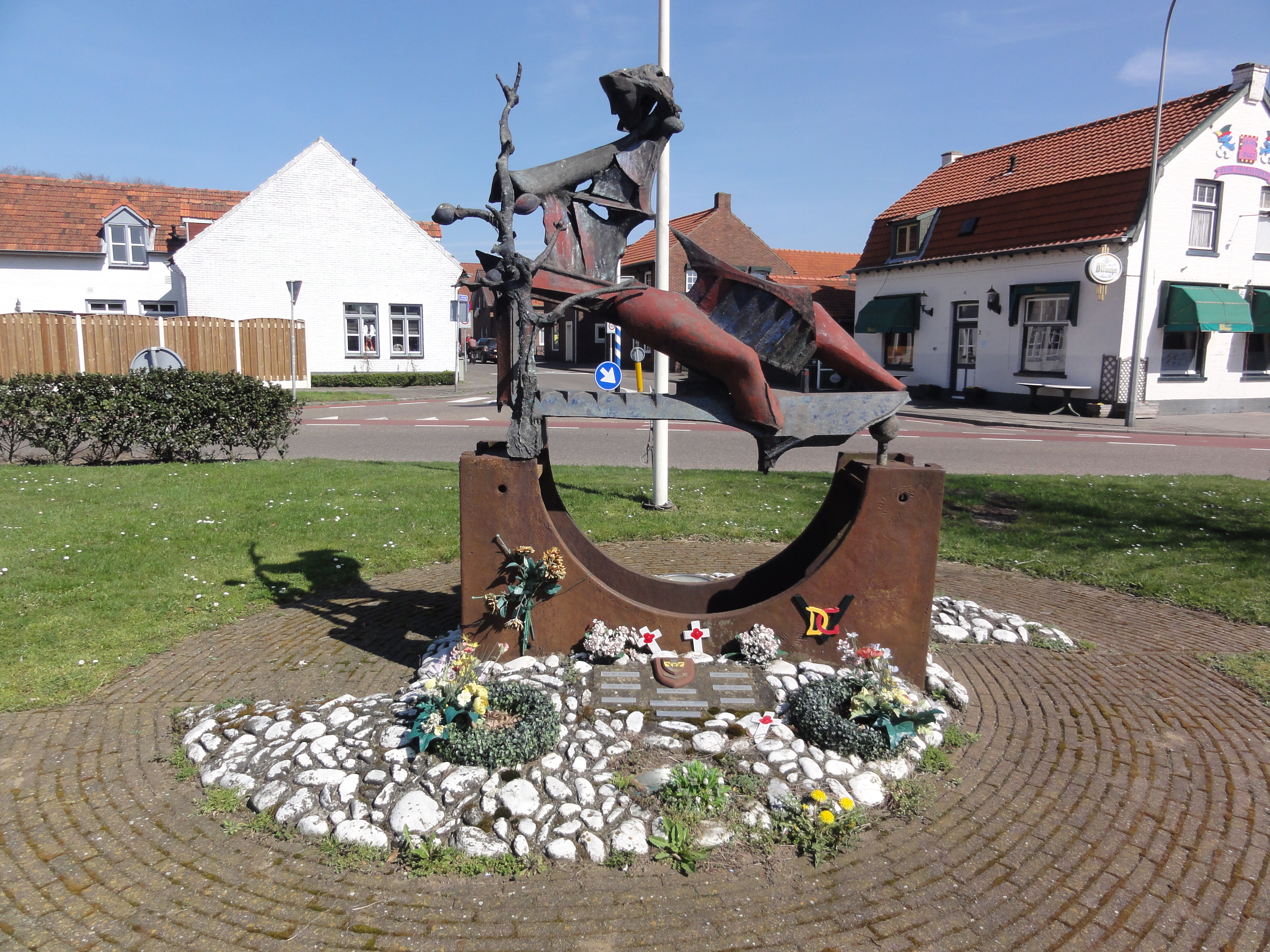
Monument drie gesneuvelde militairen, Montfort